# 生理監視器

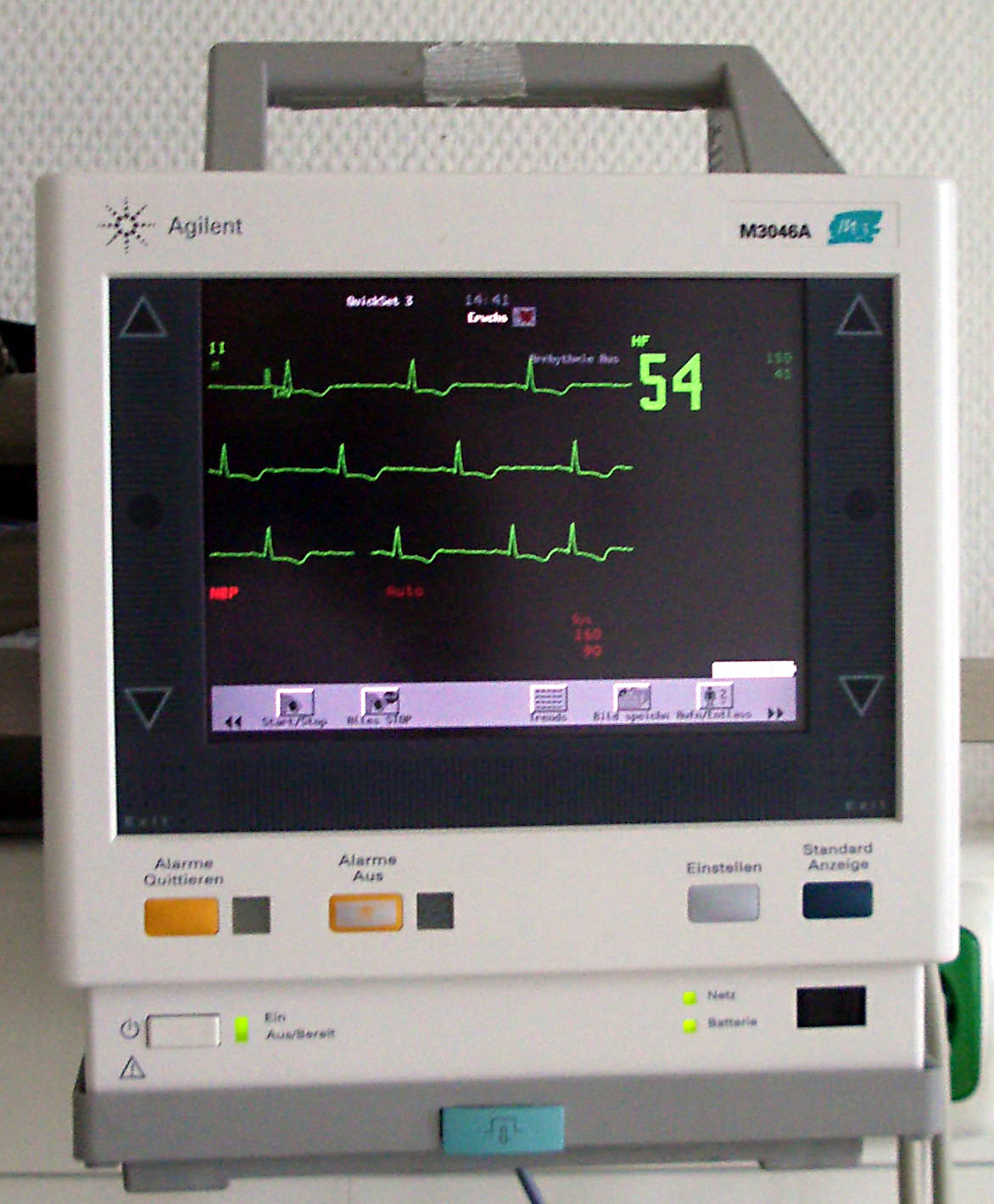
用於醫院麻醉科的生理監視器

生理監視器是一種電子醫學裝置，用來作為醫療用途監視，並且顯示所監視的資料以及可能具備資料傳送能力。生理資料被顯示在陰極射線管、發光二極體或是液晶顯示器上。螢幕上顯示帶有時間軸的資料波道。同時伴隨有由原始資料所計算出的數值讀數，像是最大值、最小值以及平均值，脈搏以及呼吸頻率等等。

## 類比型監視器
早期類比型生理監視器是利用示波器技術做得，而且僅有單一波道。通常設計為心電圖機用途。因此，當時監視器非常專一化，往往一台量血壓，另一台量脈動式血氧，再一台量心電圖。後期類比式監視器出現可同時顯示兩道或三道波道的機種，通常可同時量測呼吸變化與血壓。上述這一些監視器被廣泛的使用而且拯救了無數的生命，但是這些監視器也有許多的限制，包括對於電力的干擾太過敏感，時基線的波動太大以及缺少數據讀值與警報。雖然當時已有遠距遙測的附加能力（1950年代晚期由美國太空總署開發的用於載人太空計畫）整體來說還是太過昂貴與笨重。

## 數位型監視器
醫用生理監視器隨著數位信號處理技術的演進，發展出微型化、可攜化與多生理參數監視於一身。這些參數通常包括脈動式血氧（利用紅外光的手指套可量測血液中的氧氣飽和量，簡稱為SpO2），以及心電圖（由心臟產生的QRS複合波，有時伴隨有外部的心臟節律器信號），血壓（一種信號來自侵入式心導管壓力換能器，另一種信號來自非侵入式充氣型血壓袖套），以及來自熱電換能器貼片的體溫量測。在某些需求下，也有其他參數會被量測與顯示，像是心輸出（經由侵入式Swan-Ganz心導管），卡普諾格瑞菲（二氧化碳的量測，簡稱EtCO2，或稱潮氣末二氧化碳濃度），呼吸（可藉由胸廓換能帶、心電圖產生或是當它稱為氣管呼吸率『AWRR』時由EtCO2產生）。
除了顯示生理參數的軌跡與時間的關係，數位型醫用監視器也可在螢幕上自動顯示峰值或且平均值的數字讀值；還有可設定超限警報的高值與低值，當數值超越高低限時會發出音響警報通知醫事人員。
另一些多參數監視器機型具備網路連通能力。例如可以傳送訊息到加護病房護理站，讓單一醫事人員可同時觀察多個病床並做出反應。救護遙測型監視器也同時具備可攜性，具有電池運作的機型甚至可以讓病患帶著，同時利用無線方式傳輸資料。

## 監視器/心臟去顫器複合型
一些特別是用在緊急醫療服務用途的數位型生理監視器，通常會內嵌心臟去顫器。這種復合型監視器具備加護病房等級的監視能力以及手動方式執行心臟去顫。這是為了緊急醫療服務需求而特別設計的。這種場合需要結構緊湊、易於使用的監視器與心臟去顫器。同時也要具備支援院內\院外的病患運送。大多數這一類型監視器也要有體外心臟節律能力並使用類似於自動心臟去顫器的大面積貼片(用來監視、去顫與節律)來使病患處於 anterior-posterior configuration。
|  |  |  |

## 生理監視器分類
生理監視器可被分類如下:
1. 手持式
2. 可攜式
3. 生理監視/心臟去顫型（通常也為可攜式）
4. 桌上型
5. 可網路連通/不可網路連通
6. 有線/無線資料傳輸
7. 使用市電或是市電/電池兩用

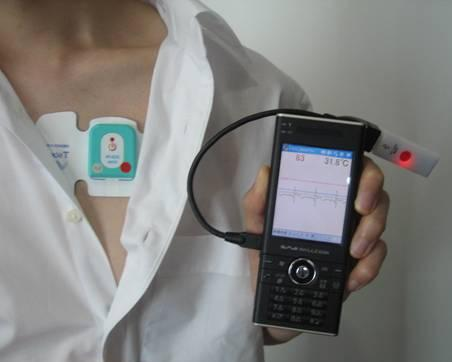
可攜式無線心電圖監視器

可攜式心臟監視器具有多種組態。單波道家用型具備儲存能力可將波形傳與醫生作為鑑定，12導程機型具備可攜式與長時間(24小時或更久)儲存能力（此一類型稱為霍特心電圖機）。也有可攜式血壓監測（MAPA）與腦波監測。

## 與EHR的整合
數位型生理監視器根據IEEE與HL7訂定的健康照護標準經由網路將生理訊號資料整合至醫院的電子健康紀錄系統。此一作為將可降低人為文件紀錄的錯誤與減少紙張的使用，甚至自動化心電圖詮釋技術將可幫助產生紀錄病患診斷碼於系統之中，生理監視器的嵌入式軟體可預先根據標準來處理生理訊號資料並且傳送訊息到電子病例的應用程式，電子病例程式將資料填入相對應的欄位之中。

## 病患安全
一些監控生理監視器販售的機構例如FDA、CE規範了一系列的程序，其中包括電器安全、電磁相容、相關生理參數效能標準，以期生理監視器的使用不會對病人造成傷害與數據的有效性。另外，生理監視器也必須保護自身不被醫療行為破壞，例如必須能抵抗心臟去顫器所產生的電壓與電流的衝擊，才能確保醫療行為中生理參數的正確輸出讓醫事人員做出正確的判斷。

## 延伸閱讀
- John G. Webster Medical Instrumentation Application and Design, 2009
- Joseph J. Carr Introduction to Biomedical Equipment Technology, 2009